# Disziplinarrecht
Das Disziplinarrecht ahndet im öffentlichen Dienst dienstliche Verfehlungen oder Dienstvergehen der Beamten, Richter und Soldaten. Arbeitnehmer unterliegen keinem Disziplinarrecht. Verletzungen ihres Arbeitsvertrags werden arbeitsrechtlich geahndet. Gegen sie können privatrechtliche Disziplinarmaßnahmen verhängt werden.

## Allgemeines
Das materielle Disziplinarrecht befasst sich mit den Dienstvergehen, den möglichen Disziplinarmaßnahmen und den vorläufigen Maßnahmen. Ein Dienstvergehen ist eine schuldhafte Verletzung einer (Dienst-)Pflicht, Dienstvergehen können in einem Disziplinarverfahren aufgeklärt und mit der Verhängung einer Disziplinarmaßnahme abgeschlossen werden. Das formelle Disziplinarrecht behandelt den Aufbau, die Zuständigkeit und die Befugnisse der für das Verfahren zuständigen Stelle, die Gerichtsverfassung und den Verfahrensablauf.

## Rechtsfragen
Das Disziplinarrecht ist Teil des Dienstrechts. Dem Disziplinarrecht unterfallen in erster Linie Personen, die sich in einem öffentlich-rechtlichen Dienstverhältnis befinden. Dies sind Beamte, Richter, Soldaten, aber auch Zivildienstleistende. Ferner unterliegen einem Disziplinarrecht Gefangene, Untergebrachte in der Sicherungsverwahrung sowie Personen im Kirchendienst.
Das Disziplinarrecht ist kein Strafrecht, dessen Zweck vorrangig in der Vergeltung für das begangene Unrecht sowie in der Prävention besteht. Vielmehr dient die disziplinarrechtliche Disziplinarmaßnahme dazu, zur Einhaltung der (Dienst-)Pflichten zu ermahnen oder als Höchstmaßnahme eine Person aus dem Dienstverhältnis zu entfernen. Das OVG Nordrhein-Westfalen definierte: „Disziplinarrecht [dient] in erster Linie der  Reinhaltung und Erziehung der Beamtenschaft zu beamtenmäßigem Verhalten.“ Kern des materiellen Disziplinarrechts ist der im Bundesbeamtengesetz, in den Beamtengesetzen der Länder sowie im Soldatengesetz (SG) enthaltene Rechtsbegriff des Dienstvergehens, worunter jede schuldhafte Verletzung der dem Beamten oder Soldaten obliegenden Amtspflichten bzw. Pflichten als Soldat verstanden wird. Inhalt des formellen Disziplinarrechts ist die Regelung der Hierarchie, Zuständigkeit und der Befugnisse der im Disziplinarrecht vorgesehenen Stellen.
Ein Dienstvergehen liegt gemäß § 77 BBG vor, wenn Beamte schuldhaft die ihnen obliegenden Pflichten verletzen. Das Disziplinarrecht dient im Bereich der öffentlichen Verwaltung dazu, die Funktionsfähigkeit und die Integrität des Beamtenrechts aufrechtzuerhalten. Es regelt die Frage, unter welchen Voraussetzungen Beamte gegen ihre Dienstpflichten verstoßen und deshalb ein Dienstvergehen begehen, wie dieses aufzuklären und wie auf dieses zu reagieren ist.
Im Disziplinarrecht der Beamten kann die Geldbuße als Geldbuße gemäß § 7 BDG bis zur Höhe der monatlichen Dienstbezüge auferlegt werden. Dies gilt für Bundesrichter gemäß § 46 Deutsches Richtergesetz entsprechend. Hinsichtlich der Beamten und Richter im Dienst der Bundesländer und sonstiger Körperschaften gelten weitestgehend inhaltsgleiche Landesgesetze. Bei Soldaten wird die vergleichbare Maßnahme nach § 24 Wehrdisziplinarordnung als „Disziplinarbuße“ bezeichnet.

### Beamte und Soldaten
Verletzen Beamte oder Soldaten schuldhaft die ihnen obliegenden Pflichten, begehen sie ein Dienstvergehen (§ 77 Abs. 1 BBG bzw. § 23 SG), welches disziplinarrechtliche Folgen haben kann. Die konkreten Pflichten ergeben sich aus dem Bundes- und Landesbeamtenrecht bzw. dem Soldatengesetz. Begehen Beamte oder Soldaten eine Straftat, kann neben einer strafrechtlichen Würdigung auch eine Disziplinarmaßnahme drohen. Dies verstößt nicht gegen das Verbot der Doppelbestrafung aus Art. 103 III GG, da Disziplinarrecht und Strafrecht unterschiedliche Intentionen haben. Während des Strafverfahrens kann das Disziplinarverfahren ausgesetzt werden. Spätestens mit rechtskräftigen Abschluss des Strafverfahrens hat der Dienstherr das behördliche Disziplinarverfahren bei Beamten bzw. das gerichtliche Disziplinarverfahren bei Soldaten fortzusetzen (§ 22 BDG bzw. § 83 Wehrdisziplinarordnung).
Das Verfahren kann als behördliches (bei Beamten) bzw. einfaches (bei Soldaten) oder gerichtliches Disziplinarverfahren geführt werden. Zuständig für das einfache bzw. behördliche Disziplinarverfahren sind die Dienstvorgesetzten bzw. Disziplinarvorgesetzten.
Liegen zureichende tatsächliche Anhaltspunkte vor (bei Beamten) bzw. werden Tatsachen bekannt (bei Soldaten), die den Verdacht eines Dienstvergehens rechtfertigen, hat der Dienst- bzw. Disziplinarvorgesetzte die Pflicht, ein Disziplinarverfahren einzuleiten (§ 17 BDG bzw. § 32 Abs. 1 SG). Der Beamte bzw. Soldat ist über die Einleitung des Disziplinarverfahrens gemäß § 20 BDG bzw. § 32 Abs. 4 SG unverzüglich zu unterrichten, sobald dies ohne Gefährdung der Aufklärung des Sachverhalts möglich ist.

#### Arten der Disziplinarmaßnahmen
In Deutschland ist das formelle Disziplinarrecht für Bundesbeamte im Bundesdisziplinargesetz (BDG), für Soldaten in der Wehrdisziplinarordnung (WDO) geregelt. Die Bundesländer haben jeweils eigene Disziplinargesetze, die weitgehend vergleichbar sind. Gemäß § 5 BDG gibt es für Bundesbeamte folgende Arten von Disziplinarmaßnahmen:
- Verweis,
- Geldbuße (analog zur Geldbuße im Verwaltungsrecht),
- Kürzung der Dienstbezüge,
- Zurückstufung (siehe Degradierung),
- Entfernung aus dem Beamtenverhältnis.

Gegen Ruhestandsbeamte können ausschließlich verhängt werden:
- Kürzung des Ruhegehalts oder
- Aberkennung des Ruhegehalts.

Der Katalog beginnt mit der schwächsten Art und endet mit der existenzbedrohenden Entfernung aus dem Beamtenverhältnis. Beamten auf Probe und Beamten auf Widerruf können nur Verweise erteilt und Geldbußen auferlegt werden (§ 5 Abs. 3 BDG).
Bei Soldaten sind einfache Disziplinarmaßnahmen gemäß § 22 Abs. 1 WDO:
- Verweis,
- strenger Verweis,
- Disziplinarbuße,
- Ausgangsbeschränkung und
- Disziplinararrest.

Nebeneinander können verhängt werden Disziplinararrest und Ausgangsbeschränkung sowie, bei unerlaubter Abwesenheit des Soldaten von mehr als einem Tag, Ausgangsbeschränkung und Disziplinarbuße oder Disziplinararrest und Disziplinarbuße. (§ 22 Abs. 2 WDO)
Gerichtliche Disziplinarmaßnahmen, die nur gegen Berufssoldaten und Soldaten auf Zeit ergehen können, sind gemäß § 58 Abs. 1 WDO:
- Kürzung der Dienstbezüge,
- Beförderungsverbot,
- Herabsetzung in der Besoldungsgruppe,
- Dienstgradherabsetzung und
- Entfernung aus dem Dienstverhältnis.

Gerichtliche Disziplinarmaßnahmen gegen Soldaten im Ruhestand sind gemäß § 58 Abs. 2 WDO:
- Kürzung des Ruhegehalts,
- Herabsetzung in der Besoldungsgruppe,
- Dienstgradherabsetzung und
- Aberkennung des Ruhegehalts.

Die Entscheidung über eine Disziplinarmaßnahme ergeht bei Beamten gemäß § 13 BDG nach pflichtgemäßem Ermessen. Bei Beamten ist die Disziplinarmaßnahme nach der Schwere des Dienstvergehens zu bemessen und das Persönlichkeitsbild des Beamten angemessen zu berücksichtigen. Ferner soll berücksichtigt werden, in welchem Umfang der Beamte das Vertrauen des Dienstherrn oder der Allgemeinheit beeinträchtigt hat. Bei Soldaten sind gemäß § 38 Abs. 1 WDO Eigenart und Schwere des Dienstvergehens und seine Auswirkungen, das Maß der Schuld, die Persönlichkeit, die bisherige Führung und die Beweggründe bei Art und Maß der Disziplinarmaßnahme zu berücksichtigen.

#### Gerichtliches Disziplinarverfahren
Bei Beamten ist die Verhängung der Disziplinarmaßnahmen der Zurückstufung, der Entfernung aus dem Beamtenverhältnis oder auf Aberkennung des Ruhegehalts bis 31. März 2024 der Verwaltungsgerichtsbarkeit vorbehalten (§ 34 BDG). Seit 1. April 2024 werden alle Disziplinarmaßnahmen durch Disziplinarverfügungen der Dienstvorgesetzten verhängt, für den Rechtsschutz dagegen bleiben die Verwaltungsgerichte zuständig. Bei den Verwaltungsgerichten bestehen spezielle Kammern für Disziplinarsachen, bei den Oberverwaltungsgerichten Senate genannt. Kammern und Senate entscheiden in der Besetzung von drei Berufsrichtern und zwei Beamtenbeisitzern als ehrenamtlichen Richtern, wenn nicht ein Einzelrichter entscheidet. Einer der Beamtenbeisitzer soll dem Verwaltungszweig und der Laufbahngruppe des Beamten angehören, gegen den sich das Disziplinarverfahren richtet. In letzter Instanz entscheidet das Bundesverwaltungsgericht ohne Beamtenbeisitzer.
Bei Soldaten wird auf Kürzung der Dienstbezüge, Beförderungsverbot, Herabsetzung in der Besoldungsgruppe, Dienstgradherabsetzung und Entfernung aus dem Dienstverhältnis im gerichtlichen Disziplinarmaßnahmen durch die Truppendienstgerichte per Urteil entschieden. (§ 58 ff. SG) Diese sind mit einem Berufsrichter und zwei ehrenamtlichen Richtern (Soldaten) besetzt. Berufungsinstanz sind die beim Bundesverwaltungsgericht eingerichteten Wehrdienstsenate, die ausschließlich mit Berufsrichtern besetzt sind.
Da das Disziplinarrecht kein Strafrecht und für Disziplinarklagen die Zuständigkeit der Verwaltungsgerichte bzw. Wehrdienstgerichte begründet ist, sind diese Streitigkeiten keine Strafsachen im Sinne des § 13 GVG.

### Richter und Staatsanwälte
Für Richter gelten nach § 63 Abs. 1 DRiG die Vorschriften des BDG in der bis 31. März 2024 geltenden Fassung sinngemäß, demnach Richter im Gegensatz zu Beamten weiterhin nur durch Disziplinarurteil, nicht aber durch Verwaltungsakt aus dem Dienst entfernt werden können. Zuständig sind in Bund und Ländern Dienstgerichte als Berufsgerichte.
Staatsanwälte sind zwar Beamte, für diese gilt jedoch die Sonderregelung, dass gemäß § 122 Abs. 4 DRiG im gerichtlichen Disziplinarverfahren die Dienstgerichte für Richter entscheiden. Das behördliche Disziplinarverfahren richtet sich nach den Bestimmungen der übrigen Beamten des jeweiligen Dienstherrn.

### Zivildienstleistende
Die von Zivildienstleistenden begangenen Dienstvergehen werden in einem speziellen Disziplinarverfahren nach § 58 ff. Zivildienstgesetz (ZDG) geahndet. Die Vorschriften entsprechen im Wesentlichen denen des Disziplinarrechts für Bundesbeamte und Soldaten mit einigen Abweichungen, die die Besonderheiten des Zivildienstes berücksichtigen. So dürfen, wenn bereits behördliche oder gerichtliche Maßnahmen vollzogen wurden, Disziplinarmaßnahmen nur noch verhängt werden, wenn die Ordnung innerhalb des Zivildienstes dies erfordert. Seit der Aussetzung der Wehrpflicht 2011 gibt es Zivildienstleistende nur noch im Spannungs- und Verteidigungsfall.
Als Disziplinarmaßnahmen kommen gemäß § 59 ZDG ausschließlich in Betracht:
- Verweis,
- Ausgangsbeschränkung (mindestens ein Tag und höchstens 30 Tage; nur für Zivildienstleistende, die eine Dienstunterkunft bewohnen),
- Geldbuße (bis zu vier Monatseinkünften),
- Nichtgewährung einer höheren Soldgruppe oder
- Rückstufung in eine niedrigere Soldgruppe.

Geldbuße und Ausgangsbeschränkung können auch nebeneinander verhängt werden.
Disziplinarvorgesetzte für Zivildienstleistende sind
- der Präsident des Bundesamtes für den Zivildienst und von ihm beauftragte Beamte des Bundesamtes für alle Disziplinarmaßnahmen,
- vom Präsidenten des Bundesamtes beauftragte Leiter und deren Stellvertreter von Dienststellen, Schulen und Regionalbeauftragte des Bundesamtes für Verweise, Ausgangsbeschränkungen bis zu zehn Tagen und Geldbußen bis zur Höhe eines Monatssoldes.

Gegen Disziplinarmaßnahmen der Letztgenannten kann Beschwerde beim Präsidenten des Bundesamtes eingelegt werden. Weist er diese zurück oder ändert er die Maßnahme nach Meinung des Zivildienstleistenden nur ungenügend ab, so kann Klage beim Verwaltungsgericht erhoben werden. Für die Klage ist die jeweils zuständige Bundesdisziplinarkammer zuständig. Anstelle des im BDG vorgesehenen Beamten als Beisitzer tritt ein Zivildienstleistender. Wird eine Disziplinarmaßnahme durch den Präsidenten oder einen beauftragten Beamten des Bundesamtes verhängt, so kann gegen diese Entscheidung gleich Klage erhoben werden.
Außerdem kann der Präsident Disziplinarmaßnahmen jederzeit aufheben; eine Verschärfung ist jedoch nur binnen sechs Monaten nach Erlass der ersten Verfügung zulässig. Außerdem müssen Disziplinarmaßnahmen aufgehoben werden, wenn in einem Straf- oder Bußgeldverfahren eine rechtskräftige Entscheidung in derselben Sache getroffen wird und diese von der Disziplinarverfügung abweicht.

### Kirchen
Die evangelischen Kirchen haben ihr eigenes kirchliches Disziplinarrecht. In einigen Fällen wurde dieses Recht nach 1990 gegen Pfarrer zur Anwendung gebracht, die mit dem MfS der DDR zusammengearbeitet hatten, wie bei der Amtsenthebung des Thüringer Pfarrers Peter Franz.
Die Funktion, die im evangelischen Kirchenrecht das Disziplinargesetz hat, wird gegenüber katholischen Geistlichen weitgehend durch den Codex Iuris Canonici (CIC) erfüllt. Von den danach möglichen Disziplinarmaßnahmen der Versetzung und Amtsenthebung sind die Kirchenstrafen zu unterscheiden.
Zuständige Gerichte sind die Kirchengerichte.

### Gefangene
Außerhalb des Dienstrechts können auch gegen Gefangene Disziplinarmaßnahmen ausgesprochen werden. Das Disziplinarrecht der Strafgefangenen ist bundeseinheitlich im StVollzG geregelt. Da die Gesetzgebungskompetenz für die Untersuchungshaft nach dem Grundgesetz den Ländern zufällt, ist das Disziplinarrecht für Untersuchungsgefangene grundsätzlich in den jeweiligen Landesuntersuchungshaftgesetzen zu finden. Auch Gefangene im Jugendvollzug unterliegen einem in den Landesjugendvollzugsgesetzen geregelten Disziplinarrecht.
Gemäß § 102 StVollzG kann eine Disziplinarmaßnahme gegen einen Strafgefangenen verhängt werden, wenn dieser schuldhaft gegen seine Pflichten verstößt. Gemäß § 82 Abs. 1 Satz 2 StVollzG darf ein Strafgefangener durch sein Verhalten gegenüber Vollzugsbediensteten, Mitgefangenen oder anderen Personen das geordnete Zusammenleben nicht stören. Verstößt er schuldhaft gegen diese Pflicht, kann der Anstaltsleiter gegen ihn Disziplinarmaßnahmen anordnen (§ 102 StVollzG). Welche Disziplinarmaßnahmen zulässig sind, ergibt sich abschließend aus § 103 Abs. 1 StVollzG. Mehrere Disziplinarmaßnahmen können miteinander verbunden werden (§ 103 Abs. 3 StVollzG). Innerhalb dieses gesetzlich vorgegebenen Rahmens ist bei Ausübung des der Anstalt eingeräumten Ermessens zu berücksichtigen, dass es sich bei Disziplinarmaßnahmen um strafähnliche Sanktionen handelt, für die der sich aus Art. 2 Abs. 1 und Art. 1 Abs. 1 GG i. V. mit dem Rechtsstaatsprinzip (Art. 20 Abs. 3 GG) ergebende Schuldgrundsatz gilt. Es dürfen deshalb nicht Disziplinarmaßnahmen angeordnet werden, die die Schuld des Strafgefangenen übersteigen. Insoweit deckt sich der Schuldgrundsatz in seinen die Strafe und strafähnliche Sanktionen begrenzenden Auswirkungen mit dem Verfassungsgrundsatz des Übermaßverbotes. Die Justizvollzugsanstalt darf bei der Anordnung einer Disziplinarmaßnahme auch spezial- und generalpräventiven Aspekten Rechnung tragen. Das Ermessen des Anstaltsleiters beschränkt sich jedoch (nur) auf die Frage, ob und gegebenenfalls welche Disziplinarmaßnahmen wegen eines festgestellten Pflichtverstoßes verhängt werden sollen. Die Anforderungen in Bezug auf die Feststellung, ob überhaupt ein Pflichtverstoß stattgefunden hat, sind dagegen rechtlicher Natur. Diese Feststellung kann von einem Gericht voll nachgeprüft werden.
Durch Disziplinarmaßnahmen nach §§ 102 ff. StVollzG wird u. a. der schuldhafte Verstoß gegen die in § 82 StVollzG normierten Verhaltenspflichten geahndet. Auch wenn Disziplinarmaßnahmen repressiv wirken und deshalb vom Schuldprinzip beherrscht werden, so liegt ihr eigentlicher Zweck in der Sicherung der Voraussetzungen eines auf die Ziele des § 2 StVollzG gerichteten Vollzugs. Als grundrechtsbeschränkende Gesetze müssen die §§ 82, 102 ff. StVollzG ihrerseits im Lichte der von ihnen eingeschränkten Grundrechte ausgelegt und angewandt werden, damit deren wertsetzende Bedeutung auch auf der Rechtsanwendungsebene zur Geltung kommen kann.
Gegen eine Disziplinarmaßnahme kann der Gefangene gerichtlich im Verfahren nach §§ 109 ff. StVollzG vorgehen. Er kann namentlich die Feststellung begehren, dass eine bereits vollstreckte Disziplinarmaßnahme rechtswidrig war (§ 115 Abs. 3 StVollzG). Ist eine Rückgängigmachung einer Disziplinarmaßnahme möglich oder handelt es sich um eine Disziplinarmaßnahme die nicht vollstreckt wird, z. B. eine bloße Verwarnung, hebt das Gericht den Verwaltungsakt, also die Disziplinarverfügung, auf (§ 115 Abs. 4 Satz 1 StVollzG).
Die fachgerichtliche Überprüfung grundrechtseingreifender Maßnahmen kann die rechtsstaatlich gebotene Beachtung des geltenden Rechts und den effektiven Schutz der berührten materiellen Rechte nur gewährleisten, wenn sie auf zureichender Aufklärung des jeweiligen Sachverhalts beruht. Dies gilt auch für die gerichtliche Überprüfung eingreifender Maßnahmen im Strafvollzug. Das Rechtsstaatsprinzip, die materiell berührten Grundrechte und das Grundrecht aus Art. 19 Abs. 4 GG sind verletzt, wenn grundrechtseingreifende Maßnahmen im Strafvollzug von den Gerichten ohne zureichende Sachverhaltsaufklärung als rechtmäßig bestätigt werden.
Besondere Bedeutung kommt einer verlässlichen Feststellung der Tatsachen, die der Rechtsanwendung zugrunde gelegt werden, bei der gerichtlichen Überprüfung von Disziplinarmaßnahmen zu. Disziplinarmaßnahmen sind strafähnliche Sanktionen, für die der aus Art. 2 Abs. 1 in Verbindung mit Art. 1 Abs. 1 GG und dem Rechtsstaatsprinzip (Art. 20 Abs. 3 GG) abgeleitete Schuldgrundsatz gilt. Dieser Grundsatz verbietet es, eine Tat ohne Schuld des Täters strafend oder strafähnlich zu ahnden. Die Verhängung einer Disziplinarmaßnahme auf der Grundlage eines bloßen Verdachts stellt daher einen Verstoß gegen den Schuldgrundsatz dar. Disziplinarmaßnahmen dürfen nur angeordnet werden, wenn zweifelsfrei geklärt ist, ob ein schuldhafter Pflichtverstoß überhaupt vorliegt. Hinreichender Tatsachenfeststellungen bedarf es auch für die gebotene Prüfung, ob die verhängten Sanktionen insgesamt schuldangemessen und auch sonst verhältnismäßig sind.

### Sicherungsverwahrung
Gegen in der Sicherungsverwahrung Untergebrachte – die keine Gefangenen sind – können ebenfalls Disziplinarverfahren durchgeführt und Disziplinarmaßnahmen verhängt und vollzogen werden. Die gesetzlichen Bestimmungen finden sich im Sicherungsverwahrungsvollzugsgesetz des jeweiligen Bundeslandes, soweit es ein eigenes erlassen hat, ansonsten im StVollzG.

## International

### Österreich
In Österreich ist das Disziplinarrecht der Bundesbeamten im Beamten-Dienstrechtsgesetz (§§ 91 ff.BDG 1979) geregelt, das der Richter und Staatsanwälte im Richter- und Staatsanwaltschaftsdienstgesetz (§§ 101 ff. RStDG), das der Soldaten im Heeresdisziplinargesetz (HDG 2002). Des Weiteren gibt es auch bei den Feuerwehren in den jeweiligen Landesfeuerwehrgesetzen verankertes Disziplinarrecht. Das Disziplinarrecht für ÖBB-Bedienstete ist in den "Allgemeinen Vertragsbedingungen für Dienstverträge bei den Österreichischen Bundesbahnen (AVB)" enthalten. Die Bestimmungen dieser Disziplinarordnung gelten für Bedienstete der Österreichischen Bundesbahnen, auf deren Dienstverhältnis die Allgemeinen Vertragsbedingungen für Dienstverträge bei den Österreichischen Bundesbahnen (AVB) Anwendung finden – also auch für ASVG-Bedienstete – ausgenommen für Jugendliche. Unter § 5 ("Konventionalstrafen") werden die Bestimmungen der Disziplinarordnung 1996 dargelegt.

### Schweiz
In der Schweiz gelten bei Verletzung der arbeitsrechtlichen Pflichten durch Personal des Bundes die Bundespersonalverordnung (Art. 98 ff. BPV) bzw. die Personalverordnung des Bundesgerichts (Art. 60 ff. PVBger) und für Disziplinarfehler des militärischen Personals das Militärstrafgesetz (Art. 180 ff. MStG). Einen Disziplinarfehler begeht, sofern das Verhalten nicht als Verbrechen, Vergehen oder Übertretung strafbar ist, wer seinen dienstlichen Pflichten zuwiderhandelt oder den Dienstbetrieb stört, öffentliches Ärgernis erregt oder die Grundregeln des Anstands verletzt oder groben Unfug treibt.